# Prosadenoporus mooreae
Prosadenoporus mooreae är en djurart som tillhör fylumet slemmaskar, och som först beskrevs av Gibson 1982.  Prosadenoporus mooreae ingår i släktet Prosadenoporus och familjen Prosorhochmidae. Inga underarter finns listade i Catalogue of Life.